# 哥本哈根地铁1号线
哥本哈根地铁1号线（丹麥語：M1 den københavnske metro）是哥本哈根地铁中由万勒瑟站出发，到达终点站西阿迈厄岛站的地铁线路，线路颜色为墨绿色。连接哥本哈根市中心与厄勒斯塔兹开发区。哥本哈根市中心段为地下线路，厄勒斯塔兹开发区段为高架线路。在“万勒瑟站⟷克里斯蒂安港站”区间内与哥本哈根地铁2号线共线。哥本哈根地铁1号线、2号线共同使用34列“日立轨道（意大利）无人驾驶地铁列车”，并且合用西阿迈厄岛控制与维护中心（位于西阿迈厄岛站）。

## 历史
哥本哈根有意發展當時仍屬郊區的阿迈厄島（Amager），但現有的哥本哈根市郊铁路卻未覆蓋該區，因此當局決定興建地鐵連接該區和市中心，最后丹麦议会于1992年批准这一规划。由国营企业厄勒斯塔兹开发公司负责建设及管理。在论证阶段，相关人士提出了有轨电车、轻轨、地铁3个方案。厄勒斯塔兹开发公司最终于1994年10月选择了轻型地铁方案。
1996年10月，哥本哈根有关部门与建设方“哥本哈根地铁建设集团”签订相关协议，并与安萨尔多签订为期5年的运营权外包协议。  之后，安萨尔多由将相关运营业务转包予信佳集团的地铁部门。“哥本哈根地铁建设集团”是由Astaldi、万喜、SAE、Ilbau、北欧建设公司（Nordic Construction Company）、Tarmac Construction共同出资的合资企业
地铁工程于1996年11月开工，管线迁移是最先进行的工作之一。1997年9月，建设方“哥本哈根地铁建设集团”开始主体工程施工。1997年10月和11月，两台盾构机先后运抵施工现场，并于1998年2月自冰岛码头站开挖隧道。同月，丹麦公共交通管理局（Trafikstyrelsen）发放了无人驾驶地铁的许可证。原哥本哈根市郊铁路雉鸡路站⟷腓特烈斯贝站段也于1998年6月20日停用（该段现属哥本哈根地铁，但原哥本哈根市郊铁路时期为地上线，哥本哈根地铁时期为地下线）。
第一段隧道于1998年9月完工，随后盾构机转移至港口街（Havnegade）。1998年12月，开始建造其中9座地铁站。2号线方案也于1999年4月公布，论证的结果认为2号线采用高架线路更有利于逃生。1999年5月，第一列地铁列车抵达哥本哈根，并进入调试阶段。1999年12月，隧道挖掘至Strandlodsvej，之后盾构机被转移至港口街（Havnegade）用于挖掘通往腓特烈斯贝的地铁隧道。2000年1月1日，哥本哈根市郊铁路索尔比约站⟷万勒瑟站段关闭，后改为地铁（哥本哈根市郊铁路时期的该线路为地上线，改为地铁后为地下线）。
2001年3月，哥本哈根市的有关部门决定兴建1号线、2号线三期工程。2001年11月6日，哥本哈根地铁开始试车。
2002年10月19日，哥本哈根地铁通车。首通线路为1号线“北门站⟷西阿迈厄岛站”段及2号线“北门站⟷黏土矿坑公园站”段。初期班距为12分钟，2002年12月3日起缩至9分钟，2002年12月19日起再缩至6分钟。
2003年2月24日，1号线、2号线二期工程第一阶段（北门站⟷腓特烈斯贝站区间）完工，并于2003年5月29日启用，并由女王瑪格麗特二世主持通車儀式。哥本哈根的所有轨道交通及公交时刻表在5月25日便以完成调整，但因女王瑪格麗特二世的原因直至5月29日才举行通车仪式，这使得哥本哈根部分区域在5月25日至5月29日间出现地铁及公交服务空白。 1号线、2号线二期工程第二阶段（腓特烈斯贝站⟷万勒瑟站区间）于2003年10月12日开通。
会展中心站曾于2005年获得密斯·凡·德罗欧洲当代建筑奖提名。 2006年，安萨尔多运营哥本哈根地铁的合同有效期延长3年，但安萨尔多却与信佳集团解除了转包关系。之后安萨尔多将转包合同转予米兰交通集团，两者自2007年10月起共同运营哥本哈根地铁。厄勒斯塔兹开发公司于2007年结业，哥本哈根地铁所有权转至哥本哈根地铁公司。

## 线路
| 站名           | 换乘                                                  |
| -------------- | ----------------------------------------------------- |
| 万勒瑟站       | 哥本哈根地铁2号线 哥本哈根市郊铁路                    |
| 弗林特霍尔姆站 | 哥本哈根地铁2号线 哥本哈根市郊铁路                    |
| 林讷旺         | 哥本哈根地铁2号线                                     |
| 雉鸡路         | 哥本哈根地铁2号线                                     |
| 腓特烈斯贝     | 哥本哈根地铁2号线 哥本哈根地铁3号线                   |
| 会展中心       | 哥本哈根地铁2号线                                     |
| 北门站         | 哥本哈根地铁2号线 哥本哈根市郊铁路 国铁               |
| 国王新广场     | 哥本哈根地铁2号线 哥本哈根地铁3号线 哥本哈根地铁4号线 |
| 克里斯蒂安港   | 哥本哈根地铁2号线                                     |
| 冰岛码头       | —                                                     |
| 丹麦广播电视城 | —                                                     |
| 松比           | —                                                     |
| 贝拉中心       | —                                                     |
| 厄勒斯塔兹站   | 国铁                                                  |
| 西阿迈厄岛     | —                                                     |

哥本哈根地铁1号线西起万勒瑟站，该站属于哥本哈根地铁第2收费区，还可不出站换乘哥本哈根市郊铁路C线、H线，周边以居住区为主。 之后与哥本哈根市郊铁路平行，到达绿谷公园附近的弗林特霍尔姆站。弗林特霍尔姆站可供换乘哥本哈根市郊铁路C线、F线、H线，该站同时也是哥本哈根主城区与外围城区的分界点。 下一站是林讷旺站，所在区域是由旧工业区改建而来的以居住区为主的再发展区域，哥本哈根商学院也位于林讷旺站附近。
过林讷旺站之后，转入地下并驶向哥本哈根市中心。 雉鸡路站附近是哥本哈根商学院的另一个校区。 腓特烈斯贝站是服务腓特烈斯贝市中心的地铁站，周边是商业区、文化区、哥本哈根大学腓特烈斯贝校区、哥本哈根商学院的另一个校区，该站同时属于哥本哈根地铁第1收费区和第2收费区，可同时换乘2号线和3号线。 会展中心站是在腓特烈斯贝市镇的最后一站，但距哥本哈根北门遗址仅几条街的距离，周边区域有一片20世纪三四十年代建造的功能主义风格住宅区，丹麦皇家音乐学院也位于本站附近。
北门站是位于哥本哈根市中心的车站，可以换乘国铁列车及哥本哈根市郊铁路A线、B线、Bx线、C线、E线、H线。 国王新广场站位于哥本哈根文化与商业的中心，可不出站换乘哥本哈根地铁2号线、哥本哈根地铁3号线、哥本哈根地铁4号线。 克里斯蒂安港站位于一座岛上，该岛曾是海军基地，现已改建为商住综合体。
哥本哈根地铁1号线与哥本哈根地铁2号线西端终点均为万勒瑟站，且在万勒瑟站⟷克里斯蒂安港站区间内线路及停靠站均重合。

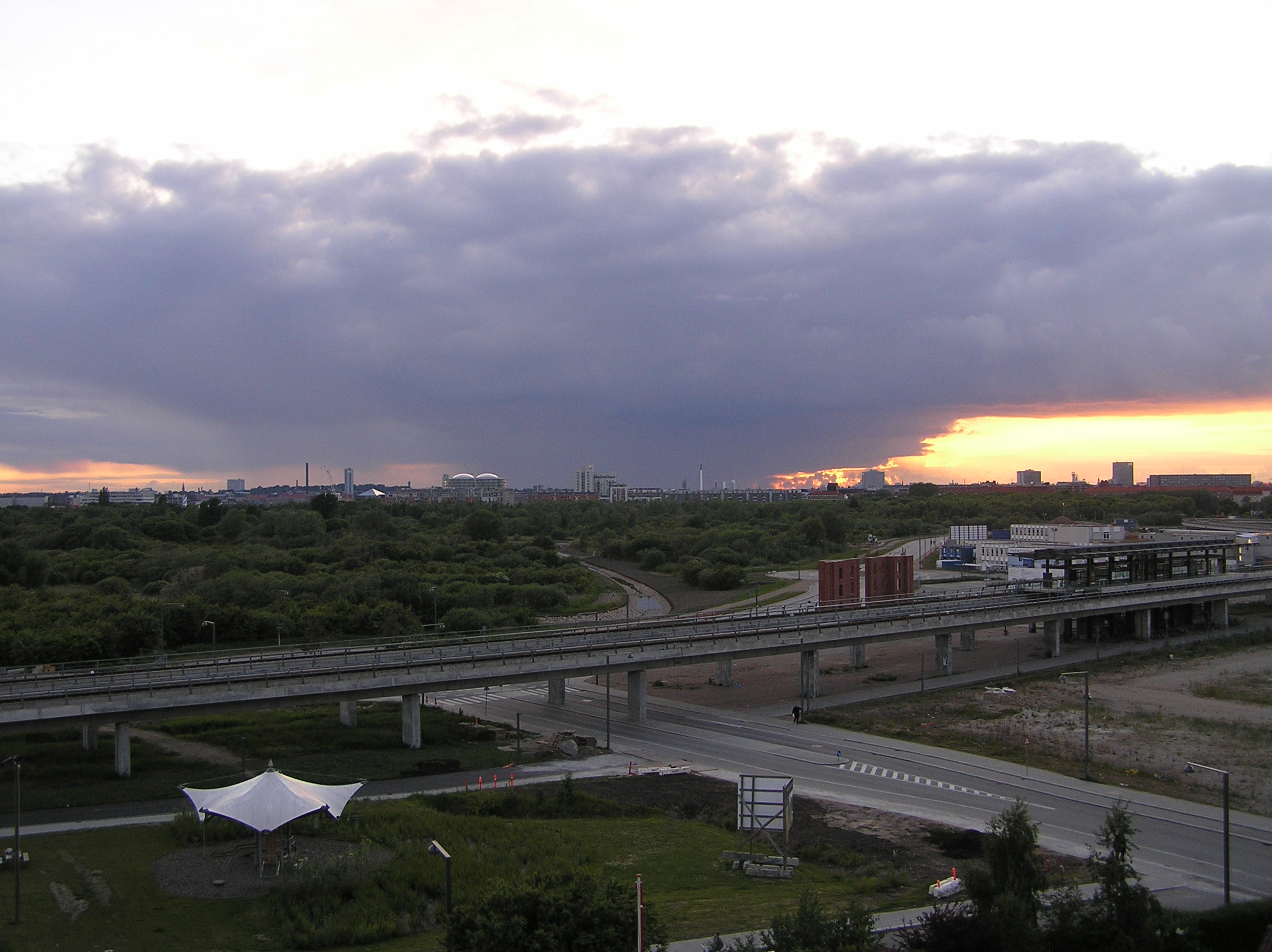
丹麦广播电视城站

冰岛码头站是哥本哈根地铁1号线进入位于西阿迈厄岛区的厄勒斯塔兹开发区的第一站，靠近哥本哈根大学人文学院校区、哥本哈根信息技术大学，本站是地下车站，之后的车站全部为高架车站。 丹麦广播电视城站因附近的丹麦广播公司总部“丹麦广播电视城”而得名，靠近哥本哈根信息技术大学校园南部及哥本哈根音乐厅。 松比站周边是大型居住区。
贝拉中心站因附近斯堪的纳维亚地区最大的会议展览中心“贝拉中心”而得名，周边也有大型居住区。 厄勒斯塔兹站是哥本哈根地铁与丹麦国家铁路共构车站，可供换乘运行在丹麦国内的丹麦国家铁路列车，也可换乘目的地包括瑞典在内的国际列车；周边是哥本哈根集居住、商业、教育于一身的开发区，北欧地区最大的购物中心“Field's”亦位于该站附近。 西阿迈厄岛站是哥本哈根地铁1号线终点站，西阿迈厄岛控制与维护中心便设于本站，靠近Kalvebod Fælled。

## 服务
哥本哈根地铁提供7X24小时服务。哥本哈根地铁1号线高峰时段（07:00–10:00和15:00–18:00）班距为4分钟，周四至周六夜间时段（0:00–05:00）班距为15分钟，其余的夜间时段班距为20分钟，其余时段班距为6分钟。 全程23分钟，其中万勒瑟站至北门站区间为9分钟，北门站至西阿迈厄岛站区间为14分钟。
哥本哈根地铁1号线在贝拉中心站⟷西阿迈厄岛站之间还有两个尚处在规划阶段的车站，一个是位于贝拉中心站和厄勒斯塔兹站之间的“厄勒斯塔兹北站”（推测站名），另一个是位于厄勒斯塔兹站和西阿迈厄岛站之间的“厄勒斯塔兹南站”（推测站名）。

## 外部連結
- 哥本哈根地铁官网（页面存档备份，存于）（丹麦语）
- 哥本哈根地铁官网（页面存档备份，存于）（英语）
- Video from front of train of ride on length of line（页面存档备份，存于）